# Tritosminthurus schuhi
Genre
Espèce
Tritosminthurus schuhi, unique représentant du genre Tritosminthurus, est une espèce de collemboles de la famille des Bourletiellidae.

## Distribution
Cette espèce est endémique d'Afrique du Sud

## Description
Tritosminthurus schuhi mesure jusqu'à 2,25 mm.

## Étymologie
Cette espèce est nommée en l'honneur de Randall T. Schuh.

## Publication originale
- Snider, 1988 : Tritosminthurus schuhi, a new Genus and Species from Cape province, South Africa (Collembola: Bourletiellidae). Entomological News, vol. 99, no 5, p. 260-266 (texte intégral).